# امقرد

تعديل مصدري - تعديل

امقرد هي إحدى قرى عزلة جيشان بمديرية جيشان التابعة لمحافظة أبين، بلغ تعداد سكانها 117 نسمة حسب تعداد اليمن لعام 2004.